# Sed(y)
Pour les articles homonymes, voir Sed.
Sed(y), ou plus couramment Sed, (litt. Celui à la queue), est un très ancien dieu égyptien, cité dans certains versets des textes des pyramides.
Sed est vraisemblablement le premier nom du dieu loup Oupouaout, Wp-w3wt (litt. Celui qui ouvre les chemins) désignant son épithète principale d'« éclaireur » des cortèges d'enseignes divines lors des processions rituelles.
Il est probablement le protecteur du pharaon, tout comme Oupouaout, et il est aussi garant de la Maât. Cela laisse à penser que Sed est une forme archaïque du dieu Oupouaout.
Son nom fait allusion à l'utilisation de la queue des canidés dans le costume de chasse aux époques préhistorique et prédynastiques, comme le montrent certaines représentations (voir la palette votive dite « de la chasse »). En effet, de récentes études génétiques (2011) ont démontré qu'il s'agit d'un canidé apparenté au loup gris.[réf. nécessaire]
Il a sans doute donné son nom au rituel jubilaire de la fête-Sed, dans lequel l'enseigne du dieu joue un rôle d'accompagnatrice divine des principales actions royales.
La fête-Sed serait elle-même à l'origine une chasse de qualification rituelle destinée, à la préhistoire, à désigner le nouveau chef de la tribu, à une époque où la notion de pouvoir était étroitement liée à la fonction cynégétique et donc à la puissance nourricière du chef.
Devenue rituel jubilaire, dès la période protohistorique (vers -3200), cette chasse de qualification conserva de nombreuses traces de ses origines cynégétiques. Le terme de « Sed » en serait une.